# Ulica Józefa Mehoffera w Warszawie
Ulica Józefa Mehoffera – ulica w warszawskiej dzielnicy Białołęka. Łączy Nowe Świdry z Choszczówką.

## Przebieg
Ulica zaczyna się przy kościele św. Jakuba Apostoła na Nowych Świdrach, następnie przecina ulice: Światowida, Myśliborską/Strumykową, Modlińską. Jest przecięta przez linię kolejową nr 9. Kończy się na skrzyżowaniu z ul. Ślepą na skraju Choszczówki.

## Historia
Ulica biegnie śladem drogi prowadzącej do Tarchomina. Na początku XIX w. miała charakter obsadzonej drzewami alei.
Ulica nosiła nazwę „Kościelna” do 1954 roku, kiedy zmieniono ją na „Józefa Mehofera”. Pisownię „Józefa Mehoffera” wprowadzono w 2012 roku. Nazwa upamiętnia malarza Józefa Mehoffera.

## Ważne obiekty
- Wyższe Seminarium Duchowne Diecezji Warszawsko-Praskiej pw. Matki Bożej Zwycięskiej (nr 2) i położony na jego terenie zespół dworski Mostowskich[5]
- kościół św. Jakuba Apostoła
- cmentarz parafialny na Tarchominie